# Sloanea woollsii
Sloanea woollsii är en tvåhjärtbladig växtart som beskrevs av F. Müll.. Sloanea woollsii ingår i släktet Sloanea och familjen Elaeocarpaceae. Inga underarter finns listade i Catalogue of Life.